# スパイキー
株式会社スパイキー（英: Spiky Inc.）は、東京都新宿区に本社を置いていたゲオグループのマーケティングエージェンシー。
2010年（平成22年）10月1日をもって親会社であるゲオに吸収合併された。

## 概要
ゲオの100%子会社。PCサイトおよびモバイルサイトの管理運営やゲオの店舗内広告媒体の管理のほか、保険代理店業務なども行っていた。
なお、ドワンゴ傘下のゲーム会社スパイク（現・スパイク・チュンソフト）は旧・株式会社スパイクからゲームコンテンツ事業を新設分割した企業である。

## 沿革

### 旧・株式会社スパイキー
- 2005年（平成17年）11月1日 - 株式会社スパイクは「株式会社スパイキー」に商号を変更。ゲームコンテンツ事業を新設会社株式会社スパイクとして分社化しドワンゴへ売却。
- 2006年（平成18年）3月 - 卸売事業の株式会社クロスナインと事業交換を行い、株式会社クロスナインに商号変更。

### 株式会社スパイキー
- 1997年（平成9年）7月10日 - 株式会社ゲオがパソコンゲームソフトの卸売事業を行う目的で株式会社アグリーとして設立。
- 2001年（平成13年）4月 - 株式会社ゲオナインに商号変更。家電製品・時計・宝石類の卸売事業を行う。
- 2006年（平成18年）3月 - 株式会社スパイキーと事業交換を行い、株式会社スパイキーに商号変更。
- 2010年（平成22年）10月1日 - 親会社である株式会社ゲオに吸収合併される。